# Rådhuset
Rådhuset – skalna stacja sztokholmskiego metra, położona w Sztokholmie, w dzielnicy Kungsholmen, nazwę wzięła od pobliskiego sądu rejonowego (rådhus). Leży na niebieskiej linii (T10 i T11). Dziennie korzysta z niej około 8300 osób. Stacja swoim wyglądem przypomina jaskinię, utrzymana jest w ceglastej kolorystyce z elementami architektury organicznej.
Stacja leży pod Bergsgatan, na głębokości 27 metrów. Posiada dwa wyjścia, z czego jedno rozwidla się na trzy części tak, że wejścia na stację ulokowane są przy Bergsgatan róg z Norra Agnegatan, Kungsklippan, Hantverkgatan róg z Parmmätargatan i Kungsholmsgatan 25. Otwarto ją 31 sierpnia 1975, posiada jeden peron.
Między 14 czerwca a 11 października 2009 na czas prac związanych z budową tunelu Citybanan Rådhuset stało się stacją końcową niebieskiej linii.

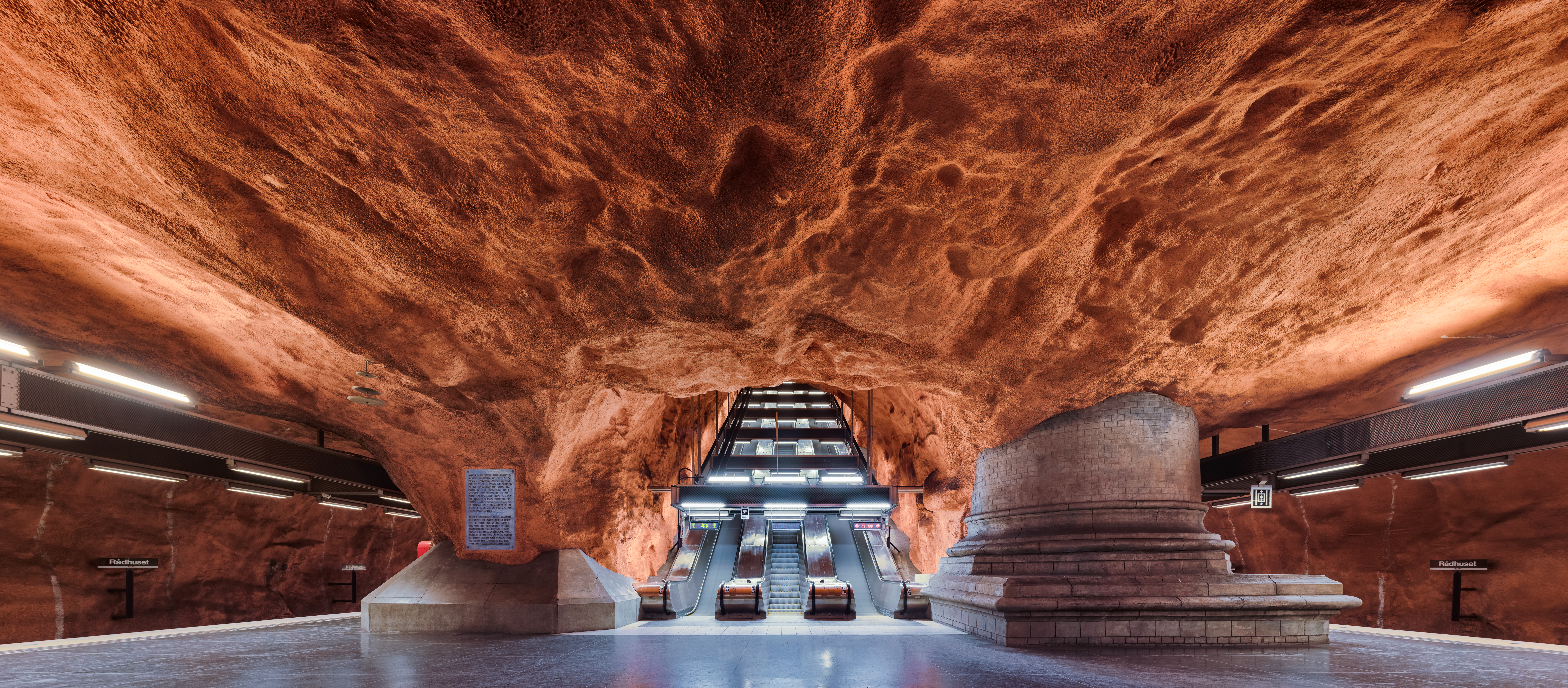
Schody ruchome

## Czas przejazdu
| Linia | Stacja  | Czas przejazdu | Stacja                                                 | Czas przejazdu          |
| T10   | Hjulsta | 19 min         | Västra skogen Fridhemsplan T-Centralen Kungsträdgården | 5 min 1 min 2 min 4 min |
| T11   | Akalla  | 19 min         | Västra skogen Fridhemsplan T-Centralen Kungsträdgården | 5 min 1 min 2 min 4 min |

## Otoczenie
W najbliższym otoczeniu stacji znajdują się:
- Rådhuset (sąd rejonowy)
- Polishus (główna siedziba policji)
- Muzeum Historii Policji (Polishistoriska Museet)
- Kościół Kungsholms (Kungsholms kyrka)
- Archiwum miejskie (Stadsarkiv)
- Stadshuset (ratusz, miejsce wręczania Nagród Nobla)